# ARUC
A Associação Recreativa Cultural Unidos do Cruzeiro ou ARUC é uma associação cultural brasileira, sediada em Cruzeiro, no Distrito Federal, com departamentos de esportes e carnaval. 
Fundada como Associação Recreativa Unidos do Cruzeiro em 21 de outubro de 1961, sua sede é o Clube Social Unidade de Vizinhança do Cruzeiro. O espaço abriga quadra esportivas, campo de futebol e salões para realização de eventos diversos. Seu departamento cultural realiza um trabalho de memória por meio do acervo fotográfico e jornalístico, que nos anos 1980 identificou a data de fundação de seu bairro, o Cruzeiro, sendo no dia 30 de novembro de 1959, o que foi oficializado pelo Governo do Distrito Federal pelo decreto 10.972/1987.
No ano de 2009 foi registrada como Patrimônio Cultural Imaterial do Distrito Federal pelo decreto 30.132/2009 do Governo do Distrito Federal.

## Departamentos

### Departamento de Carnaval
O departamento de carnaval da ARUC é a maior vencedora dos desfiles de escola de samba do Distrito Federal, tendo conquistado 31 títulos, sendo octa-campeã consecutiva entre 1986 e 1993. Em 2011, a associação completou 50 anos, e seu enredo homenageou sua própria história.

### Departamento Esportivo
O clube possui um departamento esportivo que surgiu no dia 10 de junho de 1999, criado pelo secretário de esportes e ex-presidente do Gama, Agrício Braga, juntamente com os sócios Wagner Marques e Paulo Goyaz. Disputa competições de futebol, futsal, handebol e futebol de areia. No futebol, a equipe é filiada a Federação de Futebol do Distrito Federal e disputa competições a nível profissional.
Logo em seu primeiro campeonato, a ARUC conseguiu obter o vice-campeonato da Segunda Divisão em 2000, perdendo o título para o Brasiliense, mas conseguindo a vaga para a Primeira Divisão do Campeonato Metropolitano. Em 2003, a ARUC foi destaque nacional por causa de seu goleiro, Serjão, que chegou a pesar 110 quilos.
Em 2002 o clube possuía uma parceria com a Sociedade Esportiva do Gama para utilizar jogadores da categoria de base do clube. Após disputar o Campeonato Brasiliense da Segunda Divisão de 2005, o clube se licencia, e é desfiliado.

#### Retorno ao futebol profissional
Em 2015 há uma discussão para o retorno de algumas equipes que estavam inativas e a recriação da terceira divisão estadual, porém essa discussão é judicializada. Na decisão final, estão suspensos por cinco anos, porém prorrogáveis, a inscrição de novos clubes na FFDF, e consequentemente, a entrada de novos times no Campeonato Brasiliense.
Contudo, o ARUC ganhou na justiça o direito de participar da Segunda Divisão do Campeonato Brasiliense. No entanto, sua liminar foi cassada logo depois, e o clube não conseguiu disputar a competição.
Como não conseguiu sua refiliação, o clube iniciou negociações para retornar ao profissionalismo. Em 2019, o clube disputou o Campeonato Brasiliense de Juniores,[carece de fontes?] conseguindo a sua refiliação no ano seguinte, retornando após 15 anos ao futebol profissional.

### Títulos
- Campeonato Brasiliense Feminino: 1998

## Segmentos

### Presidentes
| Presidentes        | Período   | Ref.                |
| ------------------ | --------- | ------------------- |
| Moacyr de Oliveira | 2010-2012 | [carece de fontes?] |
| Helio dos Santos   | 2012-2014 | [carece de fontes?] |
| Márcio Coutinho    | 2014-2016 | [carece de fontes?] |

### Presidentes de honra
| Presidentes       | Período        | Ref.                |
| ----------------- | -------------- | ------------------- |
| Manoel Brigadeiro | ? - atualidade | [carece de fontes?] |

### Diretores
| Ano       | Diretor de carnaval | Diretor de harmonia | Mestre de bateria | Ref.                |
| --------- | ------------------- | ------------------- | ----------------- | ------------------- |
| 2011-2012 | Abelardo Monteiro   | Cleuber Oliveira    | Brannca           | [carece de fontes?] |
| 2015      | Abelardo Monteiro   | Cleuber Oliveira    | Anderson          | [carece de fontes?] |

### Casal de Mestre-sala e Porta-bandeira
| Ano  | Casal              | Ref.                |
| ---- | ------------------ | ------------------- |
| 2012 | Valter e Cristiane | [carece de fontes?] |
| 2015 | Lucas e Barbara    | [carece de fontes?] |

### Corte de bateria
| Ano       | Rainha          | Madrinha      | Musa    | Ref.                |
| --------- | --------------- | ------------- | ------- | ------------------- |
| 2010-2011 | Marcia Fernanda |               |         | [carece de fontes?] |
| 2012      | Marcia Fernanda | Iris Belchior | Louback | [carece de fontes?] |
| 2015      | Camila Gabriela | Luciana Lima  |         | [carece de fontes?] |

## Carnavais
| 1962 | 3°lugar           | Especial | 21 de Abril - Exaltação à Brasília |  | [ 9 ] |  |  |  |  |
| 1963 | Vice-Campeão      | Especial | Exaltação a Goiás |  |       |  |  |  |  |
| 1964 | Vice-Campeão      | Especial | Exaltação à Bahia |  |       |  |  |  |  |
| 1965 | campeão           | Especial | Imprensa Régia |  |       |  |  |  |  |
| 1966 | Campeão           | Especial | Homenagem a Santos Dumont |  |       |  |  |  |  |
| 1967 | Campeão           | Especial | Homenagem a Bernardo Sayão |  |       |  |  |  |  |
| 1968 | Campeão           | Especial | Dona Beija e seus amores |  |       |  |  |  |  |
| 1969 | Campeão           | Especial | Rio através dos sonhos |  |       |  |  |  |  |
| 1970 | Vice-Campeão      | Especial | Chico Viola |  |       |  |  |  |  |
| 1971 | Campeão           | Especial | Brasil Gigante |  |       |  |  |  |  |
| 1972 | 5ºlugar           | Especial | Noite Inspiradora |  |       |  |  |  |  |
| 1973 | 3ºlugar           | Especial | Poesia e Artes |  |       |  |  |  |  |
| 1974 | desclassificada   | Especial | Exaltação aos imortais |  |       |  |  |  |  |
| 1975 | Campeão           | Especial | Raízes do Nosso Povo |  |       |  |  |  |  |
| 1976 | Campeão           | Especial | Nordeste explode em festa |  |       |  |  |  |  |
| 1977 | Campeão           | Especial | Chico Rei, sua História e sua Glória |  |       |  |  |  |  |
| 1978 | Campeão           | Especial | Brasília na solidão do azul e branco |  |       |  |  |  |  |
| 1979 | Vice-Campeão      | Especial | Iemanjá, um poema de amor |  |       |  |  |  |  |
| 1980 | Vice-Campeão      | Especial | Ouro em grão, o café |  |       |  |  |  |  |
| Em 1981 não houve desfile oficial. |                   |          | |  |       |  |  |  |  |
| 1982 | Campeão           | Especial | Da loucura da vida à ilusão do Carnaval |  |       |  |  |  |  |
| 1983 | Campeão           | Especial | Da loucura da vida à ilusão do Carnaval |  |       |  |  |  |  |
| 1984 | Campeão           | Especial | Festa para o Rei Negro |  |       |  |  |  |  |
| 1985 | Vice-Campeão      | Especial | Levanta a cabeça meu povo e olhe pro céu |  |       |  |  |  |  |
| 1986 | Campeão           | Especial | ARUC, 25 anos de samba, esporte e cultura |  |       |  |  |  |  |
| 1987 | Campeão           | Especial | Vou me embora pra Pasárgada |  |       |  |  |  |  |
| 1988 | Campeão           | Especial | Cantos e encantos da Ilha da Assombração |  |       |  |  |  |  |
| 1989 | Campeão           | Especial | Samba do crioulo doido, 100 anos de comédia |  |       |  |  |  |  |
| 1990 | Campeão           | Especial | Tuxaua Buopé, um guerreiro da Amazônia |  |       |  |  |  |  |
| 1991 | Campeão           | Especial | As artes e manhas do Barão de Itararé |  |       |  |  |  |  |
| 1992 | Campeão           | Especial | O Rei sou eu |  |       |  |  |  |  |
| 1993 | Campeão           | Especial | Portela, de Paulo a Paulinho |  |       |  |  |  |  |
| De 1994 a 1995 não houve desfile oficial.Em 1996 a escola decidiu não participar por não concordar com as precárias condições de infra-estrutura da Passarela. |                   |          | |  |       |  |  |  |  |
| 1997 | Campeão           | Especial | Agoniza, mas não morre |  |       |  |  |  |  |
| 1998 | 4ºlugar           | Especial | Pacotão, 20 anos na contramão |  |       |  |  |  |  |
| 1999 | Vice-Campeão      | Especial | A viagem do Cruzeiro pelos mistérios do Universo |  |       |  |  |  |  |
| 2000 | Campeão           | Especial | Do batuque ao samba, 500 anos de sons e ritmos |  |       |  |  |  |  |
| 2001 | Campeão           | Especial | Magia, sonho, fantasia e realidade, 50 anos da televisão no Brasil |  |       |  |  |  |  |
| 2002 | Campeão           | Especial | ARUC e Fundo de Quintal, uma só paixão |  |       |  |  |  |  |
| Em 2003 não houve defile oficial. |                   |          | |  |       |  |  |  |  |
| 2004 | Campeão           | Especial | Sou negro, forte, destemido, batuqueiro, libertário. Sou Solano Trindade. |  |       |  |  |  |  |
| 2005 | 3ºlugar           | Especial | Um caldeirão de culturas: de Dilermando Reis a Cássia Eller |  |       |  |  |  |  |
| 2006 | Campeão           | Especial | Todos os azuis do azul |  |       |  |  |  |  |
| 2007 | Campeão           | Especial | Iguaçu, As cataratas que surgiram do amor |  |       |  |  |  |  |
| 2008 | Vice-Campeão      | Especial | Faz-me rir! De Cacareco e Carranquinha a Jajá e Juju, os personagens do humor em Brasília |  |       |  |  |  |  |
| 2009 | Campeão           | Especial | O gavião abre as asas para Joãsinho Trinta, o mago do carnaval |  |       |  |  |  |  |
| 2010 | Campeão           | Especial | Brasília Mística – Os mistérios da capital dos sonhos |  |       |  |  |  |  |
| 2011 | Campeão           | Especial | ARUC Jubileu de Ouro, Uma história de amor em azul e branco Compositores:Dilson Marimba, Diego Nicolau, Thiago Daniel, Mestre Lolo e Diego Tavares. Intérprete:Dilson Marimba (CD gravado por Ito Melodia). |  |       |  |  |  |  |
| 2012 | Vice-campeão      | Especial | Portinari, as cores e as caras do Brasil Intérprete:Dilson Marimba |  |       |  |  |  |  |
| 2013 | Vice-campeão      | Especial | O Gavião Apaixonado Apresenta Tres Formas De Amor |  |       |  |  |  |  |
| 2014 | Vice-campeão      | Especial | Minha jangada vai sair pro mar pra festejar o centenário de Dorival Caymmi |  |       |  |  |  |  |
| 2015 | Não houve desfile | Especial | Theatro ARUC: 20 anos dos Melhores do riso no Mundo da gargalhada Não houve desfile oficial. O GDF não liberou a subvenção.                                                                                 |  |       |  |  |  |  |
| 2016 | Não houve desfile |          | O desfile de escolas de samba do DF não ocorreu nos anos de 2015, 2016, 2017, 2018, 2019 e 2020. |  |       |  |  |  |  |
| |                   |          | |  |       |  |  |  |  |

### Títulos no Carnaval
- 31 vezes (1965, 1966, 1967, 1968, 1969, 1971, 1975, 1976 1977, 1978, 1982, 1983, 1984, 1986, 1987, 1988, 1989, 1990, 1991, 1992, 1993, 1997, 2000, 2001, 2002, 2004, 2006, 2007, 2009, 2010, 2011).